# Фалмут (Пенсільванія)
Фалмут (англ. Falmouth) — переписна місцевість (CDP) в США, в окрузі Ланкастер штату Пенсільванія. Населення — 397 осіб (2020).

## Географія
Фалмут розташований за координатами 40°7′38″ пн. ш. 76°42′28″ зх. д. / 40.12722° пн. ш. 76.70778° зх. д. (40.127358, -76.707718).  За даними Бюро перепису населення США в 2010 році переписна місцевість мала площу 2,56 км², з яких 2,55 км² — суходіл та 0,00 км² — водойми.

## Демографія
Згідно з переписом 2010 року, у переписній місцевості мешкало 420 осіб у 158 домогосподарствах у складі 122 родин. Густота населення становила 164 особи/км².  Було 163 помешкання (64/км²).
Расовий склад населення:
| - 99,3 % — білих - 0,2 % — корінних американців |

До двох чи більше рас належало 0,2 %. Частка іспаномовних становила 1,4 % від усіх жителів.
За віковим діапазоном населення розподілялося таким чином: 19,8 % — особи молодші 18 років, 69,7 % — особи у віці 18—64 років, 10,5 % — особи у віці 65 років та старші. Медіана віку мешканця становила 41,8 року. На 100 осіб жіночої статі у переписній місцевості припадало 97,2 чоловіків;  на 100 жінок у віці від 18 років та старших — 100,6 чоловіків також старших 18 років.
Середній дохід на одне домашнє господарство  становив 50 051 долар США (медіана — 48 036), а середній дохід на одну сім'ю — 59 357 доларів (медіана — 49 286). За межею бідності перебувало 10,8 % осіб, у тому числі 0,0 % дітей у віці до 18 років та 19,6 % осіб у віці 65 років та старших.
Цивільне працевлаштоване населення становило 154 особи. Основні галузі зайнятості: транспорт — 26,6 %, будівництво — 18,2 %, освіта, охорона здоров'я та соціальна допомога — 13,6 %, сільське господарство, лісництво, риболовля — 11,0 %.